# きみの未来に用がある
『きみの未来に用がある』（きみのみらいにようがある）は、チリヌルヲワカの5thミニアルバム。

## 概要
スタジオ・アルバムとしては前作『ShowTime』からおよそ1年ぶり、通算8枚目となる作品で、スリーピースの新体制となって2作目となる。和のテイストを感じさせるチリヌルヲワカ節に「映像が美しい映画を観ている感覚を目指した」というユウの歌詞が乗った全7曲が収められる。収録曲はライヴ映えするアップテンポなロック・チューンが大半を占める。

## 収録曲
| 全作詞・作曲: 中島優美、全編曲: チリヌルヲワカ。 |                  |          |            |
| #                                                | タイトル         | 作詞     | 作曲・編曲 |
| 1.                                               | 「ドルチェ」     | 中島優美 | 中島優美   |
| 2.                                               | 「クリーチャー」 | 中島優美 | 中島優美   |
| 3.                                               | 「怒りの筆先」   | 中島優美 | 中島優美   |
| 4.                                               | 「春は彼方」     | 中島優美 | 中島優美   |
| 5.                                               | 「シダレザクラ」 | 中島優美 | 中島優美   |
| 6.                                               | 「浮キつ沈ミつ」 | 中島優美 | 中島優美   |
| 7.                                               | 「空想都市」     | 中島優美 | 中島優美   |